# Hosszúfarkú rigótimália
A hosszúfarkú rigótimália (Turdoides caudata) a madarak osztályának verébalakúak (Passeriformes) rendjébe és a Leiothrichidae családjába tartozó faj.

## Rendszerezése
A fajt Charles Dumont de Sainte-Croix francia ornitológus írta le 1823-ban, a Cossyphus nembe Cossyphus caudatus néven. Egyes szervezetek az Argya nembe sorolják Argya caudata néven.

## Alfajai
- Turdoides caudata caudata (Dumont, 1823)[1] Pakisztán, India és Nepál
- Turdoides caudata eclipes (Hume, 1877)[1] - Pakisztán és India
- Turdoides caudata huttoni (Blyth, 1847)[2] vagy Turdoides huttoni[1] -  Irán, Afganisztán és Pakisztán
- Turdoides caudata salvadorii (De Filippi, 1865)[2] vagy Turdoides huttoni salvadorii[1]  - Irak, Kuvait és Irán

## Előfordulása
Dél- és Délnyugat-Ázsiában, Afganisztán, India, Irán, Irak, Kuvait, Nepál és Pakisztán területén honos. Alfajai leválasztása után elterjedési területe csökken. A természetes élőhelye a szubtrópusi vagy trópusi száraz legelők és cserjések, valamint ültetvények, szántóföldek és vidéki kertek. Állandó, nem vonuló faj.

## Megjelenése
Átlagos testhossza 26 centiméter, testtömege 30–40 gramm.

## Életmódja
Hangyákkal, hernyókkal, bogarakkal, szöcskékkel, termeszekkel, pókokkal és gabonával táplálkozik.
|  |

## Természetvédelmi helyzete
Az elterjedési területe rendkívül nagy, egyedszáma pedig stabil. A Természetvédelmi Világszövetség Vörös listáján nem fenyegetett fajként szerepel.